# Vanč
Il Vanč (in russo Ванч) è un affluente di destra del Pjandž che scorre nella provincia autonoma del Gorno-Badachšan, nel Tagikistan orientale.
Trae origine dai ghiacciai del versante settentrionale dei monti del Vanč, a nord-ovest del Picco Ismail Samani. Scorre inizialmente in direzione nord-ovest per poi svoltare verso sud-ovest, attraverso una profonda valle incassata tra le montagne del Pamir. Prima della confluenza con il Kašalajak, è noto anche come Abdukagor. La valle del Vanč separa i monti del Darvaz a nord dai monti del Vanč a sud. Il fiume ha una lunghezza di 103 km e drena un'area di 2070 km². La sua portata media è di 49,4 m³/s.